# Coltău
Coltău (in ungherese Koltó) è un comune della Romania di 2 176 abitanti, ubicato nel distretto di Maramureș, nella regione storica della Transilvania. 
Il comune è formato dall'unione di 2 villaggi: Cătălina e Coltău.
Coltău è stato nel periodo tra il 1968 ed il 2004 parte del comune di Săcălășeni.